# پلانو (آیووا)
پلانو (به انگلیسی: Plano) شهری در ایالت آیووا کشور ایالات متحده آمریکا است که جمعیت آن در سرشماری سال ۲۰۱۰ میلادی، ۷۰ نفر بوده‌است.